# Bernard Coignet de Marmiesse
Bernard Coignet de Marmiesse (né en 1619 à Toulouse, mort le 22 janvier 1680), est un ecclésiastique français qui fut évêque de Couserans.

## Biographie

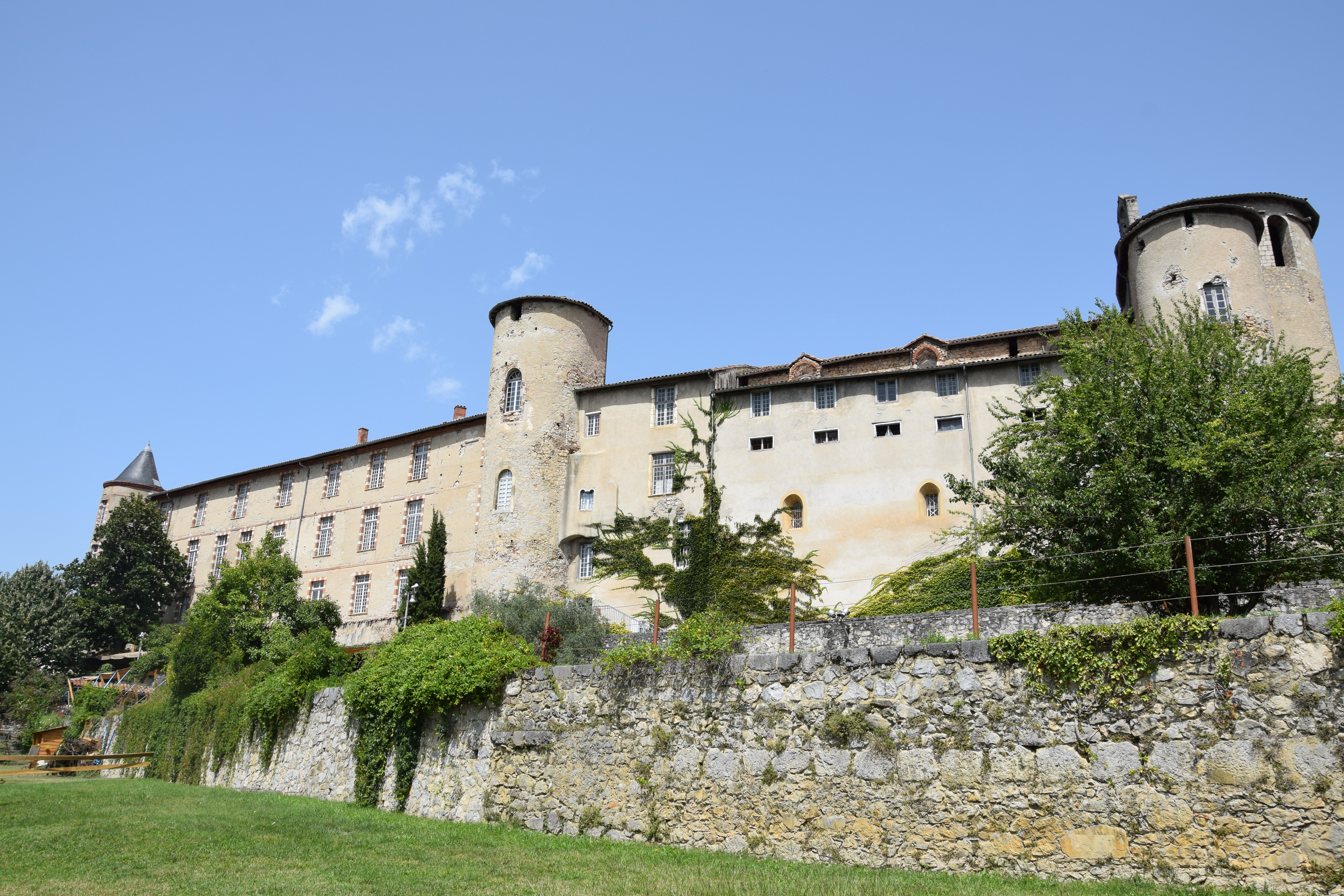
Le palais épiscopal connaitra de nombreuses affectations depuis la révolution et est désormais entièrement réhabilité par le Conseil départemental de l'Ariège qui le possède.

Prêtre, docteur de Sorbonne, archiprêtre de Moissac dans le diocèse de Cahors, abbé de Saint-Jean de Préchac (Gironde), chanoine de l'église métropolitaine de Toulouse, il est désigné comme agent général du clergé de France en 1645, et participe aux assemblées de 1650 et 1653. 
Il est nommé évêque de Couserans le 28 mai 1653, confirmé le 19 octobre 1654 et consacré le 12 novembre 1656. Il confirme Notre-Dame-de-la-Sède de Saint-Lizier comme unique cathédrale en 1657, fait agrandir l'hôpital fondé au siècle précédent par Hector d'Ossun et édifie le palais épiscopal.
Il fait ériger une croix de marbre dans les années 1670 au sommet du Mont Valier, pic emblématique sur son diocèse.
Il meurt le 22 janvier 1680.